# Вальдбрунн (Оденвальд)
Вальдбрунн (нем. Waldbrunn) — община в Германии, в земле Баден-Вюртемберг.
Подчиняется административному округу Карлсруэ. Входит в состав района Неккар-Оденвальд. Население составляет 4823 человека (на 31 декабря 2010 года). Занимает площадь 44,33 км².
Коммуна подразделяется на 6 сельских округов.
Герб города является двойным гласным.